# Rushall (Wiltshire)
Rushall è un piccolo villaggio e una parrocchia civile della contea del Wiltshire che si trova a circa 8 miglia a sud-est di Devizes e quasi un miglio a nord-ovest di Upavon nel Sud Ovest dell'Inghilterra, Regno Unito.

## Geografia
Il territorio della parrocchia civile di Rushall è vicino al fiume Avon nella valle di Pewsey, tra Charlton e Upavon. La sua conformazione è lunga e stretta, tipica della pianura di Salisbury e del lato meridionale della valle. Si estende da nord-est a sud-ovest. La sua larghezza è inferiore ad un miglio. Appena a sud-ovest dell'abitato ha una strozzatura. A nord-est i confini della parrocchia seguono in parte la sorgente orientale del Christchurch Avon, la strada da Upavon a North Newnton e una strada verde e racchiudono una piccola area a sud della valle di Pewsey, un terreno pianeggiante sotto i 350 piedi attraversato dall'Avon, dove il fiume e la ghiaia della valle e la zona alluvionale ricoprono ampiamente Lower Chalk. A nord del villaggio i pendii più bassi della collina Cats Brain a North Newnton si estendono fino a Rushall e agli affioramenti di Lower Chalk. Fino al XIX secolo, le ghiaie del fiume e della valle venivano arate. L'alluvione dell'Avon nel villaggio e della sua sorgente orientale lungo il confine della parrocchia forniva terreni erbosi. A sud-ovest, in direzione di Salisbury Plain, i suoi confini sono talvolta segnati da creste o valli secche, ma per la maggior parte seguono linee rette piuttosto che curve di livello e sono ampiamente segnati da tumuli. Upper Chalk affiora su circa quattro miglia di discesa, interrotto al fondo di Water Dean dove è esposto Middle Chalk. Tra Rushall Hill e la strada Marlborough-Enford si trova l'affioramento di Middle e Lower Chalk. Il rilievo è complesso di creste e valli secche con terreni di oltre 600 piedi a nord e 500 piedi a sud. A sud la lavorazione del terreno era impossibile sui ripidi pendii del fondo di Water Dean e più a sud non c'era aratura su Upper Chalk, forse a causa del cattivo drenaggio. La terra era lasciata come pascolo per quasi due miglia quadrate di estensione. In parte a causa della sua grande lunghezza la parrocchia è stata a lungo attraversata da diverse strade. La principale di queste seguiva la Ridge Way e faceva parte di una strada da Devizes attraverso Redhorn Hill a Urchfont fino a Enford e da lì ad Amesbury, attraversando Casterley Camp a Upavon.

## Storia
Sulle colline sopra Rushall vi sono numerose evidenze di insediamenti preistorici. Sono state fatte scoperte archeologiche di oggetti risalenti al Neolitico e a periodi successivi. Ci sono anche diversi terrapieni di rilievo tra cui Slay Barrow, un tumulo a ciotola e Church Ditch, un forte collinare rettangolare dell'età del ferro. Long Ditch e Old Nursery Ditch attraversano entrambi la parrocchia. Un sistema di campi celtici era basato su Old Nursery Ditch. La maggior parte si trovava a Upavon ma si estendeva su terreni che fanno parte di Rushall. Era sovrastato da un sistema di strisce sassoni. Altri sistemi di campi celtici si sovrapponevano a Rushall da Charlton e Orcheston. In mezzo ai sistemi di campi c'erano due villaggi romano-britannici stabiliti su siti occupati in precedenza, uno dei quali era probabilmente a Rushall su uno sperone sopra Water Dean Bottom. L'insediamento successivo a Rushall era accanto all'Avon, dove furono costruiti la chiesa, la canonica medievale e le case signorili, la fattoria demaniale e presumibilmente i mulini. Alcune delle fattorie degli affittuari potrebbero essere state situate vicino a loro. Verso la fine del XVIII secolo tuttavia, si trovavano a ovest lungo la strada Marlborough-Enford. Nel XIV secolo Rushall era apparentemente di media ricchezza tra i villaggi del centinaio. Sembra che ciò sia stato ancora così nel XVI e XVII secolo. A metà del XVIII secolo Edward Poore sembra aver notevolmente ampliato, o forse sostituito, la casa padronale e aver vincolato il terreno circostante. Nel 1803 la casa e il parco dominavano la parte vecchia del villaggio. La casa sorgeva dietro la chiesa e vi si accedeva tramite una strada e un vialetto dall'incrocio stradale nel villaggio. Di fronte c'era un prato e a ovest giardini ornamentali. Dietro di essa l'Avon era stato ampliato dalla strada Marlborough-Enford quasi fino a Scales Bridge e un ponte ornamentale era stato costruito vicino alla casa. La vecchia fattoria e la casa colonica, la canonica e il fienile sorgevano tutti vicino alla casa. A nord dell'Avon il parco, circa 37 acri, era circondato da boschi. Davanti alla casa c'erano pascoli recintati che estendevano il parco fino alla strada Devizes-Andover e al confine orientale della parrocchia. A sud della strada fu costruita una nuova casa alla fine del XVIII secolo con giardini adiacenti al parco. Tra il 1803 e il 1838 gli edifici della fattoria demaniale furono demoliti e la casa colonica convertita in tre cottage. Furono sostituiti da un cottage del balivo e da edifici agricoli, (fn. 32) chiamati France Farm entro il 1842, (fn. 33) nell'angolo sud-est del parco. La casa padronale fu demolita nel 1840. (fn. 34) Il risultato di questi cambiamenti fu di lasciare la chiesa di Rushall da sola in una vasta area di parco. A nord del villaggio fu costruito un isolato di quattro cottage nel 1831 (nota 35) e Rushall House, in seguito chiamata Rushall Lodge, fu costruita prima del 1842 dietro il lato est della strada di fronte all'Avon. Nel 1841 la popolazione del villaggio raggiunse un picco di 283. Nel 1872 fu costruita una nuova scuola sul lato est della strada del villaggio e la vecchia scuola fu abbattuta. C'erano solo due fattorie nel villaggio, ridotte a una nel 1873. La più a nord delle due fattorie nella strada fu demolita prima del 1871 e al suo posto fu eretto un fienile. Con il calo della popolazione, alcuni cottage alla curva della strada Marlborough-Enford furono demoliti. Una o due case furono costruite nel villaggio all'inizio del XX secolo e quattro o cinque tra le due guerre mondiali, ma molti degli edifici lì nel 1803 erano ancora in piedi e in buone condizioni nel 1972. Tra questi c'erano New House, senza gli edifici agricoli dietro e chiamata Rushall Manor, la Old Rectory, la fattoria del XVIII secolo, ancora una casa singola, due cottage del XVIII secolo accanto alla strada per la chiesa, uno forse di origine del XVII secolo, le quattro coppie di cottage della tenuta a ovest della strada Devizes-Upavon, Old House, diversi cottage di fine XVIII secolo vicino alla fattoria, una casa del XVII secolo rivestita nel XIX secolo di fronte alla cappella e un cottage forse del XVII secolo a ovest di essa. Dopo il 1898 parte del territorio divenne area per un poligono di tiro dell'esercito.

## Monumenti e luoghi d'interesse
Nel territorio di Rushall sono presenti diversi edifici e luoghi d'interesse, tra questi:
- Chiesa di San Matteo. Si tratta di una chiesa parrocchiale anglicana risalente all'XI secolo, quando era una dipendenza della cella monastica di Upavon fondata dalla grande abbazia di Saint-Wandrille de Fontenelle. Tutto ciò che sopravvive della chiesa originale è il fonte battesimale ottagonale del XII secolo che è posto su una colonna normanna riutilizzata. La chiesa fu ricostruita nel 1332 e da questa ricostruzione sopravvivono l'arco del presbiterio, due finestre ripristinate nel muro nord, i contrafforti della navata e la sezione occidentale del muro nord della navata. Il cimitero della chiesa fu consacrato nel 1402. La torre fu costruita alla fine del XV o all'inizio del XVI secolo e contiene 3 campane, fuse nel 1400 circa, nel 1740 e nel 1872. La cappella di famiglia (Manor Pew) a nord, poi utilizzata come sagrestia, con la sua cripta sottostante, fu costruita dalla famiglia Poore nel 1789 e contiene un monumento a Edward Poore, che fu un parente del vescovo Richard Poore e che ebbe un ruolo determinante nella costruzione della cattedrale di Salisbury in sostituzione della cattedrale di Old Sarum. Un'ampia ricostruzione identificata dalla muratura ebbe luogo nel 1812. Ulteriori restauri ebbero luogo nel 1873 quando fu ristrutturato il tetto del presbiterio. Nel 1905 ebbe luogo un'importante ristrutturazione. La sagrestia esistente dove si trova l'organo fu rimossa e Manor Pew divenne la nuova sagrestia. L'ingresso dei parroci nella vecchia sagrestia fu bloccato. La galleria fu rimossa. Il fonte battesimale fu spostato nella torre. Le porte d'ingresso della hall della congregazione furono rimosse. La chiesa appartiene alla diocesi di Salisbury e dal 27 maggio 1964 è considerata un monumento classificato di seconda categoria.[5][6]